# Tetronarce macneilli
Tetronarce macneilli (лат.) — возможный вид скатов из семейства гнюсовых отряда электрических скатов. Это хрящевые рыбы, ведущие донный образ жизни, с крупными, уплощёнными грудными и брюшными плавниками, образующими диск, коротким и толстым хвостом, двумя спинными плавниками и хорошо развитым хвостовым плавником. Подобно прочим представителям своего семейства способны генерировать электрический ток. Обитают в восточной части Индийского океана и в юго-западной и центрально-западной части Тихого океана на глубине до 750 м. Максимальная зарегистрированная длина 107 см. Размножаются яйцеживорождением. Не представляют интереса для коммерческого рыболовства. 

## Таксономия
Впервые новый вид был описан в 1855 году. Голотип представляет собой особь, пойманную у берегов Нового Южного Уэльса на глубине 90 м (37°07′ ю. ш. 150°09′ в. д.). Вид назван в честь сотрудника Австралийского музея Ф. Э. МакНейла, который собрал голотип и зарисовал его.
Широкий ареал этих скатов, который простирается от тропических до  прохладных умеренных вод, нетипичен для скатов. Возможно, на самом деле здесь обитают несколько видов гнюсов, но для подтверждения этой гипотезы необходимы дальнейшие генетические исследования.
Красная книга МСОП рассматривает Tetronarce macneilli как младший синоним Tetronarce nobiliana. FishBase указывает T. macneilli как валидный вид, но отмечает, что он может быть синонимом Tetronarce fairchildi (последний рассматривается МСОП как синоним T. nobiliana).

## Ареал
Tetronarce macneilli обитают у южного побережья Австралии от Порт Хедленда, Западная Австралия, до Суэйн Рифс, Квинсленд, включая Тасманию. Они встречаются в прибрежных водах на континентальном шельфе и материковом склоне на глубине от 90 до 750 м. Предпочитают держаться на песчаном и илистом дне вблизи от каменистых рифов.

## Описание
Грудные плавники этих скатов формируют почти овальный диск, ширина которого превышает длину. По обе стороны головы сквозь кожу проглядывают электрические парные органы в форме почек. Позади маленьких глаз расположены брызгальца. На нижней стороне диска расположены пять пар жаберных щелей.
Хвост короткий и толстый, оканчивается небольшим треугольным хвостовым плавником. Первый спинной плавник расположен над основанием брюшных плавников и превышает по размерам второй спинной плавник. Максимальная зарегистрированная длина 107 см.

## Биология
Подобно прочим представителям своего отряда Tetronarce macneilli способны генерировать электричество. Рацион состоит в основном из рыб и ракообразных. Они размножаются яйцеживорождением. 

## Взаимодействие с человеком
Tetronarce macneilli способны оглушить электрическим разрядом человека. Эти скаты не представляют интереса для коммерческого рыболовства. В качестве прилова они могут попадаться при коммерческом донном промысле. Данных для оценки Международным союзом охраны природы статуса сохранности вида недостаточно.